# Box-office des films de science-fiction en France

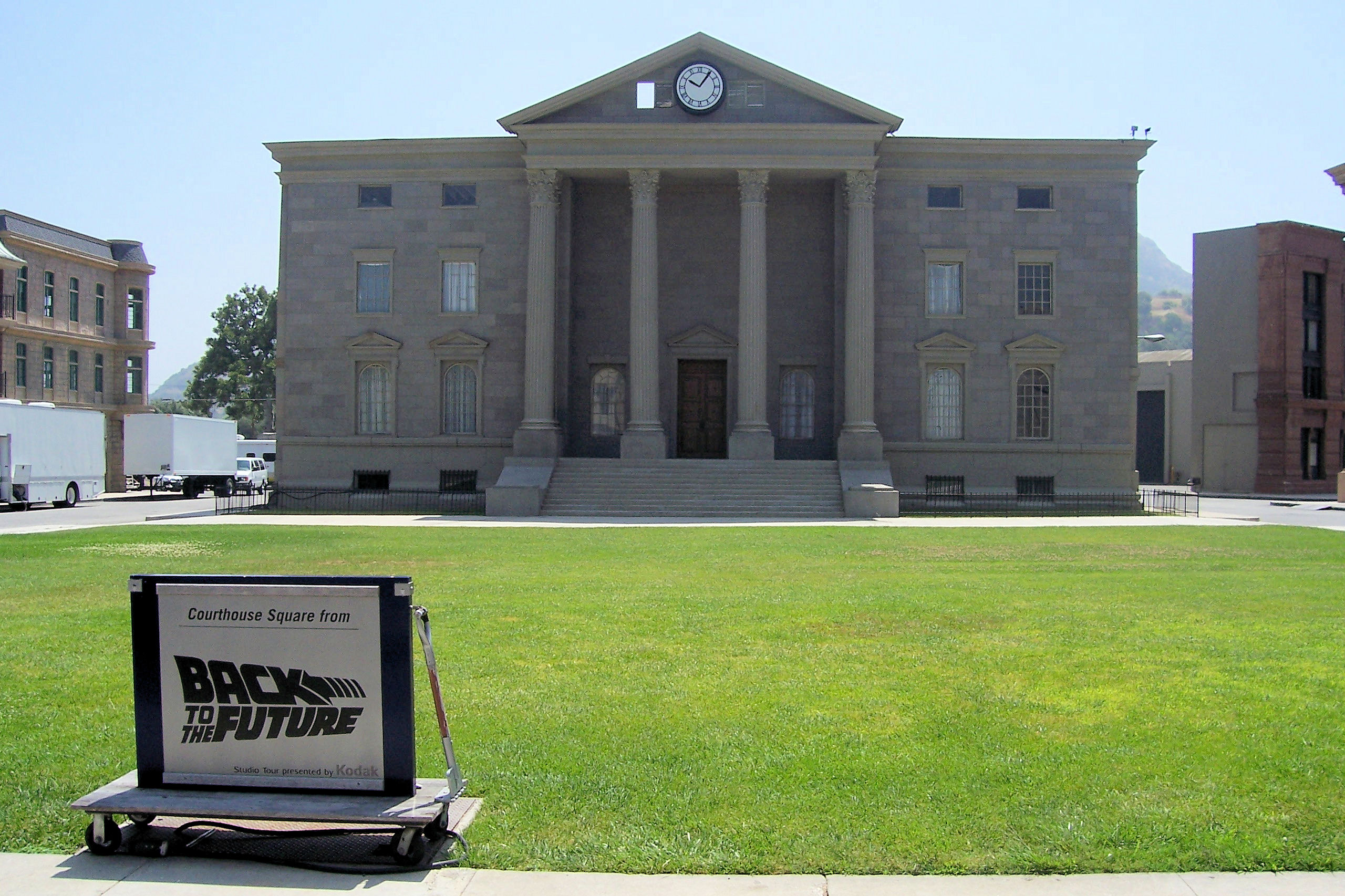
La Tour de l'horloge de la franchise à succès Retour vers le Futur

La science-fiction a connu ses premiers succès dans les cinémas français, avec l'arrivée de ces trois films : Le Jour où la Terre s'arrêta (1951), Destination... Lune ! (1951) et La Guerre des mondes (1953) qui pour la première fois réussissaient à dépasser le million d'entrées en France.
Puis elle a, à travers ses différents sous-genres, horreur, comédie, Invasion, continué son envolée dans les années 1970 et 1980, pour prendre dorénavant une place assez intéressante avec bon nombre de films multi-millionnaires en entrées depuis les années 1990 jusqu'à aujourd'hui.
Le genre possède de nombreuses franchises populaires, avec notamment Star Wars, Avatar, Matrix, Jurassic Park, Terminator, Alien. Les années 2010 voient également l'avènement d'une série de franchises teen movie à succès : Hunger Games, Le Labyrinthe, Divergente.
En lien avec les films d'animations, le genre détient le succès WALL-E qui réalise l'exploit en 2008 d'attirer plus de trois millions de spectateurs français(es) malgré sa séquence d'ouverture de quarante minutes sans aucun dialogue.
C'est en 2009 qu'un premier film de science-fiction nommé Avatar dépasse la barre des 10 millions d'entrées en France. S'ensuivra à cet échelon en 2015 Star Wars, épisode VII : Le Réveil de la Force puis en 2022 Avatar : La Voie de l'eau.

## Box-office
- Cette liste présente les films de science-fiction ayant dépassé 1 million d'entrées au box-office français par fréquentation décroissante.

| Titre,                                                       | Réalisateur(s)                  | Année | Entrées    | Précision du genre |
| ------------------------------------------------------------ | ------------------------------- | ----- | ---------- | ------------------ |
| Avatar                                                       | James Cameron                   | 2009  | 15 347 095 | Planet opera       |
| Avatar : La Voie de l'eau                                    | James Cameron                   | 2022  | 14 000 537 | Planet opera       |
| Star Wars, épisode VII : Le Réveil de la Force               | J. J. Abrams                    | 2015  | 10 507 561 | Space opera        |
| Vingt mille lieues sous les mers                             | Richard Fleischer               | 1954  | 9 623 754  | Aventure           |
| E.T. l'extra-terrestre                                       | Steven Spielberg                | 1982  | 9 453 284  | Contact            |
| Star Wars, épisode I : La Menace fantôme                     | George Lucas                    | 1999  | 7 832 571  | Space opera        |
| Le Cinquième Élément                                         | Luc Besson                      | 1997  | 7 705 756  | Action             |
| Orange mécanique                                             | Stanley Kubrick                 | 1972  | 7 621 632  | Dystopie           |
| Star Wars, épisode III : La Revanche des Sith                | George Lucas                    | 2005  | 7 230 417  | Space opera        |
| Star Wars, épisode VIII : Les Derniers Jedi                  | Rian Johnson                    | 2017  | 7 197 448  | Space opera        |
| Jurassic Park                                                | Steven Spielberg                | 1993  | 6 738 210  | Action             |
| Star Wars, épisode IV : Un nouvel espoir                     | George Lucas                    | 1977  | 6 463 171  | Space opera        |
| Le Gendarme et les Extra-terrestres                          | Jean Girault                    | 1979  | 6 280 079  | Comédie            |
| Star Wars, épisode IX : L'Ascension de Skywalker             | J. J. Abrams                    | 2019  | 6 135 749  | Space opera        |
| Terminator 2 : Le Jugement dernier                           | James Cameron                   | 1991  | 6 004 453  | Action             |
| Men In Black                                                 | Barry Sonnenfeld                | 1997  | 5 759 410  | Comédie            |
| Matrix Reloaded                                              | Andy et Larry Wachowski         | 2003  | 5 658 744  | Cyber-espace       |
| Star Wars, épisode II : L'Attaque des clones                 | George Lucas                    | 2002  | 5 624 277  | Space opera        |
| Independence Day                                             | Roland Emmerich                 | 1996  | 5 606 824  | Invasion           |
| Jurassic World                                               | Colin Trevorrow                 | 2015  | 5 204 879  | Action             |
| Lucy                                                         | Luc Besson                      | 2014  | 5 201 019  | Action             |
| Rogue One: A Star Wars Story                                 | Gareth Edwards                  | 2016  | 5 076 199  | Space opera        |
| Inception                                                    | Christopher Nolan               | 2010  | 4 943 005  | Thriller           |
| Lilo et Stitch                                               | Dean Fleischer Camp             | 2025  | 4 916 194  | Animation (PVR)    |
| Le Monde perdu : Jurassic Park                               | Steven Spielberg                | 1997  | 4 823 761  | Action             |
| Matrix                                                       | Andy et Larry Wachowski         | 1999  | 4 737 941  | Cyber-espace       |
| Men in Black 2                                               | Barry Sonnenfeld                | 2002  | 4 618 353  | Comédie            |
| 2012                                                         | Roland Emmerich                 | 2009  | 4 615 645  | Catastrophe        |
| Armageddon                                                   | Michael Bay                     | 1998  | 4 591 453  | Catastrophe        |
| Chérie, j'ai rétréci les gosses                              | Joe Johnston                    | 1989  | 4 263 389  | Comédie            |
| Star Wars, épisode VI : Le Retour du Jedi                    | Richard Marquand                | 1983  | 4 247 618  | Space opera        |
| Dune, deuxième partie                                        | Denis Villeneuve                | 2024  | 4 203 460  | Planet opera       |
| Indiana Jones et le Royaume du crâne de cristal              | Steven Spielberg                | 2008  | 4 199 771  | Aventure           |
| King Kong                                                    | John Guillermin                 | 1976  | 4 054 573  | Monstre géant      |
| Star Wars, épisode V : L'Empire contre-attaque               | Irvin Kershner                  | 1980  | 4 054 405  | Space opera        |
| Valérian et la Cité des mille planètes                       | Luc Besson                      | 2017  | 4 040 253  | Space opera        |
| La Guerre des mondes                                         | Steven Spielberg                | 2005  | 3 889 930  | Invasion           |
| La Planète des singes                                        | Tim Burton                      | 2001  | 3 854 020  | Post-apocalyptique |
| La Planète des singes : L'Affrontement                       | Matt Reeves                     | 2014  | 3 783 833  | Post-apocalyptique |
| Jurassic World: Fallen Kingdom                               | Juan Antonio Bayona             | 2018  | 3 642 158  | Action             |
| Mad Max 2                                                    | George Miller                   | 1982  | 3 625 481  | Post-apocalyptique |
| Minority Report                                              | Steven Spielberg                | 2002  | 3 624 079  | Cyberpunk          |
| King Kong                                                    | Peter Jackson                   | 2005  | 3 592 872  | Monstre géant      |
| Retour vers le futur                                         | Robert Zemeckis                 | 1985  | 3 501 182  | Comédie            |
| L'Âge de glace : Les Lois de l'Univers                       | Michael Thurmeier               | 2016  | 3 500 084  | Animation          |
| Jurassic World : Le Monde d'après                            | Colin Trevorrow                 | 2022  | 3 480 898  | Action             |
| 2001, l'Odyssée de l'espace                                  | Stanley Kubrick                 | 1968  | 3 392 971  | Anticipation       |
| Matrix Revolutions                                           | Andy et Larry Wachowski         | 2003  | 3 370 936  | Cyber-espace       |
| WALL-E                                                       | Andrew Stanton                  | 2008  | 3 261 002  | Animation          |
| La Planète des Singes : Les Origines                         | Rupert Wyatt                    | 2011  | 3 240 118  | Anticipation       |
| Hunger Games : La Révolte, partie 1                          | Francis Lawrence                | 2014  | 3 228 348  | Post-apocalyptique |
| Le Labyrinthe : La Terre brûlée                              | Wes Ball                        | 2015  | 3 200 015  | Anticipation       |
| Terminator 3 : Le Soulèvement des machines                   | Jonathan Mostow                 | 2003  | 3 167 806  | Action             |
| Dune                                                         | Denis Villeneuve                | 2021  | 3 165 270  | Planet opera       |
| Hunger Games : L'Embrasement                                 | Francis Lawrence                | 2013  | 3 140 889  | Post-apocalyptique |
| Le Labyrinthe                                                | Wes Ball                        | 2014  | 3 128 313  | Anticipation       |
| Rencontres du troisième type                                 | Steven Spielberg                | 1978  | 3 122 277  | Contact            |
| Wild Wild West                                               | Barry Sonnenfeld                | 1999  | 3 101 250  | Steampunk          |
| La Soupe aux choux                                           | Jean Girault                    | 1981  | 3 093 319  | Comédie            |
| Terminator                                                   | James Cameron                   | 1985  | 3 055 355  | Anticipation       |
| La Planète au trésor : Un nouvel univers                     | Ron Clements, John Musker       | 2002  | 2 976 097  | Animation          |
| Retour vers le futur 2                                       | Robert Zemeckis                 | 1989  | 2 962 257  | Comédie            |
| Godzilla                                                     | Roland Emmerich                 | 1998  | 2 917 195  | Monstre géant      |
| Je suis une légende                                          | Francis Lawrence                | 2007  | 2 909 056  | Post-apocalyptique |
| Alien, le huitième passager                                  | Ridley Scott                    | 1979  | 2 888 001  | Horreur            |
| La Planète des singes : Suprématie                           | Matt Reeves                     | 2017  | 2 883 962  | Post-apocalyptique |
| Hunger Games : La Révolte, partie 2                          | Francis Lawrence                | 2015  | 2 882 374  | Post-apocalyptique |
| Le Labyrinthe : Le Remède mortel                             | Wes Ball                        | 2018  | 2 842 864  | Anticipation       |
| Frankenstein Junior                                          | Mel Brooks                      | 1974  | 2 830 344  | Comédie            |
| Stargate, la porte des étoiles                               | Roland Emmerich                 | 1995  | 2 677 453  | Space opera        |
| Le Jour d'après                                              | Roland Emmerich                 | 2004  | 2 658 474  | Catastrophe        |
| Alien, la résurrection                                       | Jean-Pierre Jeunet              | 1997  | 2 656 321  | Horreur            |
| Interstellar                                                 | Christopher Nolan               | 2014  | 2 651 382  | Anticipation       |
| Transformers 3 : La Face cachée de la Lune                   | Michael Bay                     | 2011  | 2 622 932  | Animation (PVR)    |
| Sonic 3, le film                                             | Jeff Fowler                     | 2024  | 2 604 791  | Animation (PVR)    |
| Mad Max                                                      | George Miller                   | 1982  | 2 556 674  | Post-apocalyptique |
| Mad Max : Au-delà du dôme du tonnerre                        | George Miller, George Ogilvie   | 1985  | 2 552 981  | Post-apocalyptique |
| Seul sur Mars                                                | Ridley Scott                    | 2015  | 2 525 536  | Catastrophe        |
| La Planète des singes : Le Nouveau Royaume                   | Wes Ball                        | 2024  | 2 487 931  | Post-apocalyptique |
| World War Z                                                  | Marc Forster                    | 2013  | 2 444 735  | Horreur            |
| Divergente 2 : L'Insurrection                                | Robert Schwentke                | 2015  | 2 422 688  | Post-apocalyptique |
| Total Recall                                                 | Paul Verhoeven                  | 1990  | 2 362 915  | Cyberpunk          |
| Mad Max: Fury Road                                           | George Miller                   | 2015  | 2 360 586  | Post-apocalyptique |
| Tenet                                                        | Christopher Nolan               | 2020  | 2 348 893  | Action             |
| Transformers : L'Âge de l'extinction                         | Michael Bay                     | 2014  | 2 343 189  | Animation (PVR)    |
| Dune                                                         | David Lynch                     | 1985  | 2 322 911  | Planet opera       |
| Soleil vert                                                  | Richard Fleischer               | 1973  | 2 284 681  | Dystopie           |
| L'Armée des douze singes                                     | Terry Gilliam                   | 1996  | 2 273 496  | Post-apocalyptique |
| Ready Player One                                             | Steven Spielberg                | 2018  | 2 268 439  | Cyberpunk          |
| Transformers 2 : la Revanche                                 | Michael Bay                     | 2009  | 2 266 357  | Animation (PVR)    |
| Sonic 2, le film                                             | Jeff Fowler                     | 2022  | 2 236 393  | Animation (PVR)    |
| Waterworld                                                   | Kevin Reynolds                  | 1995  | 2 202 820  | Anticipation       |
| La mouche                                                    | David Cronenberg                | 1987  | 2 165 297  | Téléportation      |
| Mars Attacks!                                                | Tim Burton                      | 1997  | 2 148 502  | Comédie            |
| Blade Runner                                                 | Ridley Scott                    | 1982  | 2 132 201  | Cyberpunk          |
| Men in Black 3                                               | Barry Sonnenfeld                | 2012  | 2 129 210  | Comédie            |
| Sonic, le film                                               | Jeff Fowler                     | 2020  | 2 113 220  | Animation (PVR)    |
| Divergente 3 : Au-delà du mur                                | Robert Schwentke                | 2016  | 2 109 689  | Post-apocalyptique |
| I, Robot                                                     | Alex Proyas                     | 2004  | 2 091 590  | Thriller           |
| Signes                                                       | M. Night Shyamalan              | 2002  | 2 059 812  | Thriller           |
| Jurassic World : Renaissance                                 | Gareth Edwards                  | 2025  | 2 048 753  | Action             |
| Alita: Battle Angel                                          | Robert Rodriguez                | 2019  | 2 033 168  | Cyberpunk          |
| Jurassic Park 3                                              | Joe Johnston                    | 2001  | 2 028 311  | Action             |
| Space Jam                                                    | Joe Pytka                       | 1997  | 2 010 876  | Animation          |
| Abyss                                                        | James Cameron                   | 1989  | 1 991 298  | Contact            |
| Transformers                                                 | Michael Bay                     | 2007  | 1 983 822  | Animation (PVR)    |
| Assassin's Creed                                             | Justin Kurzel                   | 2016  | 1 876 898  | Action             |
| Seven Sisters                                                | Tommy Wirkola                   | 2017  | 1 862 681  | Dystopie           |
| La Planète des singes                                        | Franklin J. Schaffner           | 1968  | 1 856 876  | Post-apocalyptique |
| Prometheus                                                   | Ridley Scott                    | 2012  | 1 837 125  | Horreur            |
| Le Robot sauvage                                             | Chris Sanders                   | 2024  | 1 812 999  | Animation          |
| L'Aventure intérieure                                        | Joe Dante                       | 1987  | 1 764 113  | Comédie            |
| The X Files, le film                                         | Rob S. Bowman                   | 1998  | 1 755 565  | Thriller           |
| Hunger Games                                                 | Gary Ross                       | 2012  | 1 730 052  | Post-apocalyptique |
| Aliens le retour                                             | James Cameron                   | 1986  | 1 720 593  | Horreur            |
| Demolition Man                                               | Marco Brambilla                 | 1994  | 1 719 283  | Dystopie           |
| Retour vers le futur 3                                       | Robert Zemeckis                 | 1990  | 1 712 389  | Comédie            |
| Wargames                                                     | John Badham                     | 1983  | 1 689 565  | Anticipation       |
| RoboCop                                                      | Paul Verhoeven                  | 1988  | 1 686 525  | Dystopie           |
| Alien 3                                                      | David Fincher                   | 1992  | 1 652 838  | Horreur            |
| The Truman Show                                              | Peter Weir                      | 1998  | 1 641 062  | Comédie            |
| En eaux très troubles                                        | Ben Wheatley                    | 2023  | 1 622 391  | Action             |
| En eaux troubles                                             | Jon Turteltaub                  | 2018  | 1 622 161  | Action             |
| Kong: Skull Island                                           | Jordan Vogt-Roberts             | 2017  | 1 613 179  | Monstre géant      |
| Alerte !                                                     | Wolfgang Petersen               | 1995  | 1 596 239  | Action             |
| Rollerball                                                   | Norman Jewison                  | 1975  | 1 591 535  | Dystopie           |
| A.I. Intelligence artificielle                               | Steven Spielberg                | 2001  | 1 555 496  | Dystopie           |
| Terminator Renaissance                                       | McG                             | 2009  | 1 553 440  | Post-apocalyptique |
| The Island                                                   | Michael Bay                     | 2005  | 1 552 325  | Dystopie           |
| Buzz l'Éclair                                                | Angus MacLane                   | 2022  | 1 547 047  | Animation          |
| Universal Soldier                                            | Roland Emmerich                 | 1992  | 1 538 373  | Action             |
| Elysium                                                      | Neill Blomkamp                  | 2013  | 1 517 597  | Dystopie           |
| Super 8                                                      | J. J. Abrams                    | 2011  | 1 506 877  | Thriller           |
| Hollow Man                                                   | Paul Verhoeven                  | 2000  | 1 498 452  | Action             |
| Divergente                                                   | Neil Burger                     | 2014  | 1 492 110  | Post-apocalyptique |
| Predator                                                     | John McTiernan                  | 1987  | 1 480 847  | Horreur            |
| L'Expérience interdite                                       | Joel Schumacher                 | 1991  | 1 465 121  | Horreur            |
| Final Fantasy : Les Créatures de l'esprit                    | Hironobu Sakaguchi              | 2001  | 1 456 523  | Animation          |
| Malevil                                                      | Christian de Chalonge           | 1981  | 1 432 881  | Anticipation       |
| Transformers: The Last Knight                                | Michael Bay                     | 2017  | 1 428 793  | Animation (PVR)    |
| Le Chat qui vient de l'espace                                | Norman Tokar                    | 1979  | 1 426 724  | Comédie            |
| Terminator Genisys                                           | Alan Taylor                     | 2015  | 1 426 224  | Action             |
| Hunger Games : La Ballade du serpent et de l'oiseau chanteur | Francis Lawrence                | 2023  | 1 409 689  | Post-apocalyptique |
| Delicatessen                                                 | Marc Caro, Jean-Pierre Jeunet   | 1991  | 1 407 818  | Comédie            |
| Solo: A Star Wars Story                                      | Ron Howard                      | 2018  | 1 403 780  | Space opera        |
| Prédictions                                                  | Alex Proyas                     | 2009  | 1 401 674  | Catastrophe        |
| Le Trou noir                                                 | Gary Nelson                     | 1980  | 1 401 484  | Space opera        |
| Le Prix du danger                                            | Yves Boisset                    | 1983  | 1 388 858  | Dystopie           |
| Highlander, le retour                                        | Russell Mulcahy                 | 1991  | 1 377 109  | Post-apocalyptique |
| Godzilla                                                     | Gareth Edwards                  | 2014  | 1 361 689  | Monstre géant      |
| Oblivion                                                     | Joseph Kosinski                 | 2013  | 1 331 599  | Post-apocalyptique |
| La Guerre des mondes                                         | Byron Haskin                    | 1953  | 1 324 981  | Invasion           |
| Lilo et Stitch                                               | Dean DeBlois, Chris Sanders     | 2002  | 1 317 985  | Animation          |
| Chérie, j'ai agrandi le bébé                                 | Norman Tokar                    | 1993  | 1 306 695  | Comédie            |
| Passengers                                                   | Morten Tyldum                   | 2016  | 1 302 574  | Anticipation       |
| Alien: Covenant                                              | Ridley Scott                    | 2017  | 1 291 906  | Horreur            |
| Independence Day: Resurgence                                 | Roland Emmerich                 | 2016  | 1 291 530  | Invasion           |
| New York 1997                                                | John Carpenter                  | 1981  | 1 278 378  | Anticipation       |
| Total Recall : Mémoires programmées                          | Len Wiseman                     | 2012  | 1 276 370  | Cyberpunk          |
| Blade Runner 2049                                            | Denis Villeneuve                | 2017  | 1 271 654  | Cyberpunk          |
| After Earth                                                  | M. Night Shyamalan              | 2013  | 1 267 639  | Post-apocalyptique |
| Les Chimpanzés de l'espace                                   | Kirk de Micco                   | 2008  | 1 240 790  | Animation          |
| Edge of Tomorrow                                             | Doug Liman                      | 2014  | 1 239 848  | Invasion           |
| Tron : L'Héritage                                            | Joseph Kosinski                 | 2011  | 1 215 956  | Cyber-espace       |
| En route !                                                   | Tim Johnson                     | 2015  | 1 213 616  | Animation          |
| Godzilla x Kong : Le Nouvel Empire                           | Adam Wingard                    | 2024  | 1 182 733  | Monstre géant      |
| Inspecteur Gadget                                            | David Kellogg                   | 1999  | 1 182 261  | Comédie            |
| Deep Impact                                                  | Mimi Leder                      | 1998  | 1 180 092  | Catastrophe        |
| Frankenstein                                                 | Kenneth Branagh                 | 1994  | 1 174 814  | Horreur            |
| Le Secret de la planète des singes                           | Ted Post                        | 1970  | 1 163 547  | Post-apocalyptique |
| Mickey 17                                                    | Bong Joon-ho                    | 2025  | 1 161 890  | Comédie            |
| Métal hurlant                                                | Gerald Potterton                | 1981  | 1 157 779  | Animation          |
| Jumper                                                       | Doug Liman                      | 2008  | 1 154 065  | Téléportation      |
| San Andreas                                                  | Brad Peyton                     | 2015  | 1 151 994  | Catastrophe        |
| Le Jour où la Terre s'arrêta                                 | Scott Derrickson                | 2008  | 1 150 892  | Catastrophe        |
| Transformers: Rise of the Beasts                             | Steven Caple Jr.                | 2023  | 1 137 427  | Animation (PVR)    |
| Alien: Romulus                                               | Fede Álvarez                    | 2024  | 1 135 196  | Horreur            |
| Robots                                                       | Chris Wedge, Carlos Saldanha    | 2005  | 1 121 929  | Animation          |
| Bumblebee                                                    | Travis Knight                   | 2018  | 1 120 665  | Animation (PVR)    |
| District 9                                                   | Neill Blomkamp                  | 2009  | 1 110 198  | Thriller           |
| Banlieue 13 : Ultimatum                                      | Patrick Alessandrin             | 2009  | 1 106 804  | Action             |
| Resident Evil                                                | Paul W. S. Anderson             | 2002  | 1 105 943  | Horreur            |
| Real Steel                                                   | Shawn Levy                      | 2011  | 1 104 539  | Action             |
| Time Out                                                     | Andrew Niccol                   | 2011  | 1 099 016  | Thriller           |
| Destination... Lune !                                        | Irving Pichel                   | 1951  | 1 068 269  | Anticipation       |
| Brazil                                                       | Terry Gilliam                   | 1985  | 1 064 367  | Comédie            |
| Battleship                                                   | Peter Berg                      | 2012  | 1 063 484  | Invasion           |
| L'Île mystérieuse                                            | Cy Endfield                     | 1962  | 1 054 920  | Aventure           |
| Le Jour où la Terre s'arrêta                                 | Robert Wise                     | 1951  | 1 053 548  | Catastrophe        |
| American Nightmare 4 : Les Origines                          | Gerard McMurray                 | 2018  | 1 042 541  | Horreur            |
| Ad Astra                                                     | James Gray                      | 2019  | 1 039 973  | Anticipation       |
| La Course à la mort de l'an 2000                             | Paul Bartel                     | 1976  | 1 039 399  | Anticipation       |
| Ghost in the Shell                                           | Rupert Sanders                  | 2017  | 1 021 231  | Cyberpunk          |
| John Carter                                                  | Andrew Stanton                  | 2012  | 1 021 013  | Planet opera       |
| La 5e Vague                                                  | J Blakeson                      | 2016  | 1 020 000  | Post-apocalyptique |
| Pacific Rim                                                  | Guillermo Del Toro              | 2013  | 1 019 101  | Monstre géant      |
| La Mort en direct                                            | Bertrand Tavernier              | 1980  | 1 013 842  | Anticipation       |
| Elio                                                         | M. Sharafian, D. Shi, A. Molina | 2025  | 1 012 881  | Animation          |
| RoboCop 2                                                    | Irvin Kershner                  | 1990  | 1 008 434  | Dystopie           |
| Fortress                                                     | Stuart Gordon                   | 1993  | 1 004 884  | Dystopie           |